# Slovenia Open Challenger 2013
Lo Slovenia Open Challenger 2013, noto anche come Tilia Slovenia Open, è stato un torneo di tennis facente parte della categoria ATP Challenger Tour nell'ambito dell'ATP Challenger Tour 2013. È stata la 1ª edizione del torneo che si è giocata a Portorose in Slovenia dal 1° al 7 luglio 2013 su campi in cemento e aveva un montepremi di €30,000+H.

## Partecipanti singolare

### Teste di serie
| Nazionalità | Giocatore         | Ranking* | Testa di serie |
| ----------- | ----------------- | -------- | -------------- |
| Slovenia    | Grega Žemlja      | 55       | 1              |
| Russia      | Evgenij Donskoj   | 66       | 2              |
| Slovenia    | Aljaž Bedene      | 90       | 3              |
| Slovenia    | Blaž Kavčič       | 132      | 4              |
| Italia      | Matteo Viola      | 139      | 5              |
| Italia      | Flavio Cipolla    | 152      | 6              |
| Bielorussia | Uladzimir Ihnacik | 162      | 7              |
| Francia     | Stéphane Robert   | 165      | 8              |

- Ranking al 25 giugno 2013.

### Altri partecipanti
Giocatori che hanno ricevuto una wild card:
- Tom Kočevar-Desman
- Stepan Khotulev
- Marko Lazič
- Mike Urbanija

Giocatori che sono passati dalle qualificazioni:
- Erik Crepaldi
- Frank Dancevic
- Nik Razboršek
- Filip Veger
- Toni Androić (lucky loser)

## Partecipanti doppio

### Teste di serie
| Nazionalità | Giocatore         | Nazionalità | Giocatore            | Ranking* | Testa di serie |
| ----------- | ----------------- | ----------- | -------------------- | -------- | -------------- |
| Croazia     | Marin Draganja    | Croazia     | Mate Pavić           | 209      | 1              |
| Brasile     | Marcelo Demoliner | Austria     | Maximilian Neuchrist | 409      | 2              |
| Slovacchia  | Karol Beck        | Bielorussia | Uladzimir Ihnacik    | 430      | 3              |
| Italia      | Flavio Cipolla    | Italia      | Matteo Viola         | 438      | 4              |

- Ranking al 25 giugno 2013.

### Altri partecipanti
Coppie che hanno ricevuto una wild card:
- Tom Kočevar-Desman /  Mike Urbanija
- Gregor Breskvar /  Jaka Kaplja
- Miha Mlakar /  Tilen Zitnik

## Vincitori

### Singolare
Grega Žemlja ha battuto in finale  Martin Fischer con il punteggio di 6–4, 7–5

### Doppio
Marin Draganja /  Mate Pavić hanno battuto in finale  Aljaž Bedene /  Blaž Rola con il punteggio di 6–3, 1–6, [10–5]